# 能斯特方程
能斯特方程（Nernst，又譯：奈斯特方程），是電化學中用来计算电极上相对于标准电极电势（E0）来说的指定氧化还原对的平衡电压（E）。命名自瓦爾特·能斯特。能斯特方程只能在氧化还原对中两种物质同时存在时才有意义。

## 公式
{\displaystyle E=E^{0}-{\frac {RT}{nF}}\ln {\frac {a_{\mbox{red}}}{a_{\mbox{ox}}}}}
{\displaystyle \Leftrightarrow E=E^{0}+({\frac {RT}{nF}})\ln {\frac {a_{\mbox{ox}}}{a_{\mbox{red}}}}}
在常温下（25℃ = 298.15 K），有以下关系式：
{\displaystyle {\frac {R\,T}{F}}\,\,\ln 10\approx 0.05916}
因此，能斯特方程可以被简化为：
在25℃：{\displaystyle E=E^{0}-{\frac {0.05916}{n}}\log {\frac {[{\mbox{red}}]}{[{\mbox{ox}}]}}}
{\displaystyle \Leftrightarrow E=E^{0}+{\frac {0.05916}{n}}\log {\frac {[{\mbox{ox}}]}{[{\mbox{red}}]}}}
- R是理想气体常数，等于8.314472 (15) J.K-1.mol-1。
- T是温度，单位K。
- a是氧化型和还原型化学物质的活度（活度 = 浓度*活度系数），其中[ox]代表氧化型，[red]代表还原型。
- F是法拉第常数，1F等于96,485.3365 (21) C/mol。
- n是半反应式的电子计量数，无单位]。
- [ox]/[red]表示参与电极反应所有物质浓度的乘积与反应产物浓度乘积之比。而且浓度的方次应等于他们在电极反应中的系数。

## 历史
能斯特方程命名于它的提出者德国化学家瓦爾特·能斯特（Walther H. Nernst，1864-1941），他建立的这个联系化学能和原电池电极电位关系的方程式，对化学热力学有重要贡献。1920年的诺贝尔化学奖颁发给了他，以表彰他在热化学方面的工作。